# Kommissarin Lucas – Vertrauen bis zuletzt
Vertrauen bis zuletzt ist die dritte Folge der ZDF-Krimireihe Kommissarin Lucas und wurde 2004 erstausgestrahlt. Thomas Berger führte, wie schon bei den ersten beiden Folgen, Regie. Kommissarin Lucas (Ulrike Kriener) muss in Regensburg den gewaltsamen Tod eines Aupair-Mädchens aus Serbien aufklären. Neben Miroslav Nemec, Anneke Kim Sarnau und Felix Eitner sind Katharina Müller-Elmau und Miranda Leonhardt Gaststars in dieser Folge.

## Handlung
Die junge Serbin Biljana Savic wird tot aus der Donau geborgen. Man findet 3000 Euro bei ihr. Ihr Leichnam weist zahlreiche Narben auf, die auf einen gewaltsamen Tod schließen lassen. Außerdem weisen zahlreiche Narben auf schwerwiegende Misshandlungen aus der Vergangenheit hin. Kriminalhauptkommissarin Ellen Lucas nimmt die Ermittlungen auf und findet heraus, dass Savic und deren Freundin Milica Stojanovic über eine Aupair-Agentur von Serbien nach Deutschland kamen. Das Ehepaar Schwarz, deren Sohn Biljana betreuen sollte, gibt an, dass man sich eigentlich schon längst von der jungen Frau  hätte trennen sollen, da sie schlichtweg keinerlei Interesse an ihrer Aufgabe gezeigt habe und es ihr wohl nur darum gegangen sei, in Deutschland zu leben. Da Biljana aber schon viel durchgemacht habe, habe man Mitleid mit ihr gehabt.
Lucas ist der Ansicht, dass Milica der Schlüssel zum Tod von Biljana Savic ist. Sie taucht immer wieder sporadisch auf, um dann wieder spurlos zu verschwinden. Als bei der Kommissarin eingebrochen wird, vermutet diese, dass das Milica gewesen sei. In einem Gespräch gibt Anja Schwarz zu, dass sie Biljana manchmal geschlagen habe. Die Pflege ihrer schwerkranken Mutter sei ihr einfach über den Kopf gewachsen und Biljana sei ihr keine Hilfe gewesen.
Als der Mönch Danko Kovac, der auf der Suche nach seiner im Bosnienkrieg verschwundenen Schwester Bekanntschaft mit Lucas gemacht hat, die Kommissarin besucht, flieht Milica, auf die beide im Keller stoßen, wiederum in panischer Angst. Ihre Tasche bleibt zurück. Sie wird später aus Lucas’ Auto entwendet, nachdem man zuvor versucht hat, die Kommissarin zu überfahren.
Anja Schwarz gibt in einer Vernehmung zu, ihrer Mutter beim Sterben „geholfen“ zu haben, Biljana habe davon gewusst und sie erpresst. Ihr Mann Uli, der gleichzeitig getrennt von ihr vernommen wird, gesteht schließlich, dass Biljana mit den erpressten 3000 € nicht zufrieden gewesen sei und mehr Geld gefordert habe. An der Donau sei es dann zu einem heftigen Streit zwischen ihm und der jungen Frau gekommen, in dessen Verlauf Biljana, die nicht schwimmen konnte, ausgerutscht und in die Donau gefallen sei. Er muss zugeben, dass er ihren Tod als Rettungsschwimmer hätte verhindern können.
Kurz darauf erhält Lucas einen Anruf von Danko Kovac, der Milica in seiner Gewalt hat und einen Schließfachschlüssel haben will, der bei Lucas in der Wohnung versteckt worden sei. An der Donau kommt es zu einem Treffen zwischen ihm und Lucas, bei dem er die Kommissarin mit einer Waffe bedroht. Dramatische Ereignisse führen in der Folge dazu, dass Kovac ertrinkt und Milica nur knapp dem Tod durch Ertrinken entgeht. In dem Schließfach, dessen Schlüssel der angebliche Mönch haben wollte, lag ein Zettel auf dem in Serbisch geschrieben stand, dass der kroatische Kriegsverbrecher Kovac sich als Mönch in einem Kloster versteckt habe.

## Entstehung & Veröffentlichung
Es handelt sich um eine Produktion der Olga Film GmbH im Auftrag des ZDF. Die Dreharbeiten begannen am 19. April und endeten am 29. Juni 2004. Der Arbeitstitel lautete: Kommissarin Lucas – Loslassen. Der Film wurde in Regensburg und Umgebung sowie in München gedreht und am 30. Oktober 2004 zur Hauptsendezeit im ZDF erstausgestrahlt. Die sechs ersten Folgen der Serie wurden am 8. Oktober 2010 von der Edel Germany GmbH auf DVD veröffentlicht, wobei die vierte Folge Das Verhör aus lizenzrechtlichen Gründen nicht mehr Bestandteil der in Box 1 veröffentlichten sechs Folgen ist.

## Privates der Kommissare
Ellen Lucas fällt es schwer zu akzeptieren, dass ihr Mann Paul keinerlei Erinnerungen mehr an die gemeinsame Vergangenheit hat. Er hat sich allerdings an den Namen seiner ersten Frau Eva erinnert, die man daraufhin benachrichtigt. Paul glaubt, er sei noch mit Eva verheiratet. Nachdem Paul Lucas einen Herzstillstand erlitten hat, fällt er unwiderruflich ins Koma und wird nur noch von Maschinen am Leben gehalten. Lucas ringt sich dazu durch, ihre Einwilligung zum Abstellen der Apparate zu geben.
Kommissar Martin Schiffs Frau bittet ihn, sich ein paar Tage um die gemeinsame Tochter Stephanie zu kümmern, da sie sich über etwas klar werden müsse. Das Paar lebt getrennt, Schiff hat ein Verhältnis mit seiner Kollegin Tina Burckhard.

## Rezeption
Die Kritiker der Fernsehzeitschrift TV Spielfilm zeigten mit dem Daumen zur Seite und befanden: „Soziales Gewissen? Gut und schön. Aber Sterbehilfe, Bosnien-Konflikt und Misshandlung in einem einzigen Fall, das ist dann doch zu viel….“ Das Fazit lautete: „Schade, aber der Fall ist total überladen“.
Prisma verwies darauf, dass Thomas Berger in der „packenden Geschichte“ diesmal den Schwerpunkt auf die jüngste europäische Vergangenheit und die Gräueltaten im serbisch-kroatischen Krieg gelegt habe.
Des Weiteren wurde die Folge bei den folgenden Auszeichnungen berücksichtigt:
- 2004: Goldener Gong für Ulrike Kriener
- 2005: Rencontres Internationales de Télévision: Palmarès in Reims, Auszeichnung für Ulrike Kriener in der Kategorie „Beste Darstellerin“[6]
- 2005: Bayerischer Fernsehpreis an Ulrike Kriener für ihre schauspielerische Leistung als Kommissarin Lucas in den Folgen Vergangene Sünden und Vertrauen bis zuletzt[7]